# Hipparion
Hipparion (gr. 'cavallet') va ser un mamífer del grup dels perissodàctils que va viure durant el Miocè superior i el Plistocè.
Tenia uns aspectes similars al dels cavalls actuals, però mostraven certes diferències. Hipparion tenia una alçada aproximada d'1,4 metres i podia arribar a pesar fins a 100 kg. Tenien tres dits a les extremitats. Pel que fa a la dentició, l'ordre d'erupció de les seves dents era en el tercer molar i les dents de llet tenien poca durabilitat. En canvi, el cavall actual (Equus) pot arribar a tenir una mida d'uns 1,8 metres d'alçada i pesar fins a tres vegades més que Hipparion. Les potes d'Equus només presenten un dit i l'ordre d'erupció de les seves dents és indiferent, pot ser en el tercer molar o en el quart premolar. A més a més les dents de llet les mantenen durant un període més prolongat que Hipparion.

## Morfologia

### Crani
Relativament curt, tenia els ulls separats que els permetia un gran camp de visió, que els ajudava a detectar a l'instant els seus depredadors. La seva fosa lacrimal era profunda, amb unes molars hipsodontes i prismàtics amb un fort plegament de l'esmalt i el protocon aïllat en forma de columna.

### Dents
Les dents de llet tenien poca durabilitat. La corona de les dents era alta i es relaciona el seu desgast al llarg de la vida de l'individu. Tenien una dieta amb una alimentació mixta, basada en matolls i van passar a tenir una dieta cada cop més abrasiva, ja que s'alimentaven de gramínies i tiges dures. Aquest canvi va provocar el desgast de les seves dents.

### Potes
La morfologia de la pota d'Hipparion estava constituïda per tres dits. Els dits dels extrems, estaven poc desenvolupats en comparació amb el del mig, el qual era més llarg, gran i robust. El dit central era l'únic que es recolzava en carrera. Aquests dits els permetia moure's per sòls humits sense enfonsar-se, ja que podia desplegar els seus dits laterals ampliant la zona de superfície de suport.

## Distribució i desplaçament
Hipparion es va originar a Nord-amèrica on vivien els seus predecessors del gènere Parahippus. La seva expansió cap a Euràsia es deu a l'última gran glaciació que va fer baixar el nivell del mar que va deixar exposat l'isme de Beríngia, formant un pont de connexió entre el continent Eurasiàtic i el Nord-Americà, que va tenir lloc fa uns 25.000 anys i va durar uns 6.000 anys. La fi d'aquest esdeveniment climàtic defineix l'inici del Vallesià (fa 11,6 Ma).
A partir d'aquell moment va començar la seva propagació al llarg de tot el continent durant el Miocè Superior, fins a arribar al Nord d'Àfrica (durant el Turolià) on van arribar els últims del gènere.

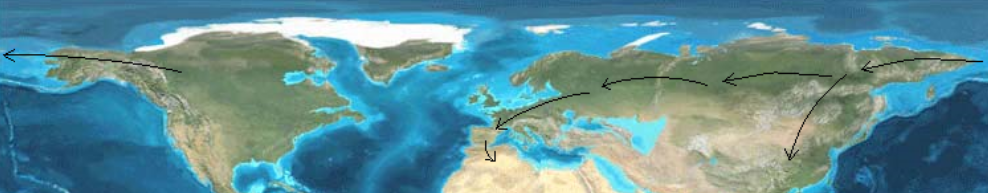
Desplaçament del gènere Hipparion al llarg del Miocè superior

## Paleoambient

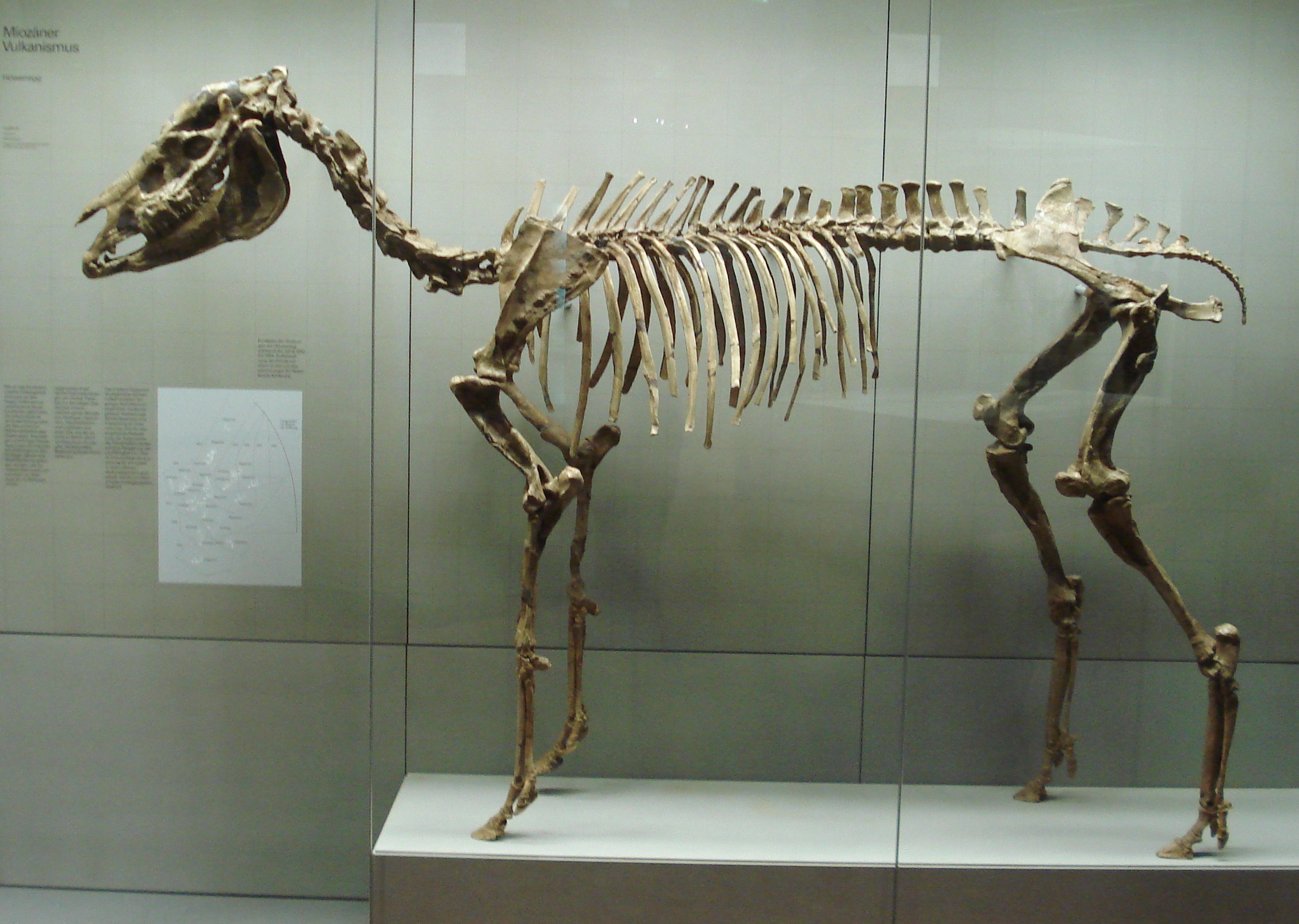
Esquelet dHipparion

Dins el gènere Hipparion es pot observar diferents subespècies a causa de la seva proliferació pel continent d'Euràsia i part de Nord-Àfrica. Aquesta expansió d'Hipparion per diversos hàbitats amb certes condicions (climàtiques, fauna, flora…), van afavorir un cert desenvolupament que va acabar diferenciant cada subespècie.
Les subespècies que vivien en climes freds i hàbitats oberts eren més grans de mida, en canvi, les que vivien en climes càlids i hàbitats relativament tancats eren més petites. Aquestes diferències es podien notar tant en la dentició (hipsodonta) com en les potes.
Les subespècies de mida més reduïda tenien una alimentació basada en herba, en canvi, les subespècies de mida superior presentaven una dieta mixta (herbívora).
També les dimensions de l'animal i la hipsodonta van augmentar a causa de l'efecte de l'estacionalitat al llarg de l'any segons la zona corresponent.

## Hipparion i Hippotherium
Gràcies als estudis recents s'ha pogut determinar que Hippoterium no és un subgènere d'Hipparion sinó que es tracta d'un gènere propi. Aquest fet fa que els experts es tornin a replantejar el desplaçament que va tenir Hipparion envers Hippotherium.
Un dels casos que es pot trobar a Catalunya és Hippotherium catalanicum.
Hippotherium catalanicum és una espècie de cavall que va existir durant el Miocè Superior (Vallesià) fa entre 10 i 5 milions d'anys. A Catalunya s'ha trobat a tres jaciments paleontològics: Creu Conill (Terrassa), Can Llobateres (Sabadell) i Santiga (Santa perpètua de Mogodal) i La Tarumba (Viladecavalls).
Hippotherium catalanicum tenia una anatomía una mica diferent a la resta d'espècies, era un cavall amb una morfologia més esvelta i amb una mida més petita que les altres.
En qüestió de morfologia de les dents tenia algunes diferències: tenía abundants molars en la mandíbula superior i inferior, i s'anaven desgastant al llarg de la seva vida. Els queixals van evolucionar a hipsodontes caracteritzats per tenir una corona alta. Aquest tipus de queixals eren diferents ja que tenien una forma quadrangulada i compactada. Era un cavall herbívor que es basaba en una dieta en arbustos i plantes i vivia en zones boscoses i en praderies.
Les seves potes també tenen algunes característiques. En la part inferior de la pota comptava amb tres dits, dels quals el central era més gran i més desenvolupat que els altres dos, i gran part del seu pes en cocentrava sobre el dit central.